# 777 – Cosmosophy
777 – Cosmosophy er det tiende studiealbum fra det franske black metal-band Blut aus Nord, udgivet i 2012. Det er det tredje i en række af albums udgivet i "777"-serien, og navngivelsen af albummets spor er en fortsættelse af det andet, 777 - The Desanctification (2011).

## Spor
1. "Epitome XIV" - 8:55
2. "Epitome XV" - 6:14
3. "Epitome XVI" - 10:18
4. "Epitome XVII" - 9:27
5. "Epitome XVIII" - 11:01